# Нижний Кучугень
Ни́жний Кучуге́нь (укр. Нижній Кучугень, крымскотат. Aşağı Köçegen, Ашагъы Кочеген) — исчезнувшее село в Ленинском районе Республики Крым, располагавшееся на юго-востоке района и Керченского полуострова, включённое в состав Высокого, составляло восточную часть села.

## История
Впервые в доступных источниках селение встречается в Списке населённых пунктов Крымской АССР по Всесоюзной переписи 17 декабря 1926 года, согласно которому в селе Кочегень Нижний, Марьевского сельсовета Керченского района, числился 41 двор, все крестьянские, население составляло 209 человек, из них 202 татарина, 6 белорусов, 1 записан в графе «прочие», действовала татарская школа I ступени (пятилетка). Постановлением ВЦИК «О реорганизации сети районов Крымской АССР» от 30 октября 1930 года (по другим сведениям 15 сентября 1931 года) Керченский район упразднили и село включили в состав Ленинского, а, с образованием в 1935 году Маяк-Салынского района (переименованного 14 декабря 1944 года в Приморский) — в состав нового района. На подробной карте РККА Керченского полуострова 1941 года в селе обозначено 17 дворов.
В 1944 году, после освобождения Крыма от фашистов, согласно постановлению ГКО № 5859 от 11 мая 1944 года, 18 мая крымские татары были депортированы в Среднюю Азию. С 25 июня 1946 года Нижний Кучугень в составе Крымской области РСФСР. Указом Президиума Верховного Совета РСФСР от 18 мая 1948 года, Нижний Кучугень присоединили к Высокому.